# 디자인 마이애미
디자인 마이애미(영어: Design Miami)는 미국의 디자인 회사이자, 이 회사에서 개최하는 박람회이다. 매년 두 차례 주요 수집품 디자인 박람회를 미국 플로리다주의 마이애미와 스위스 바젤에서 개최한다. 이 외에도 파리와 상하이에서도 박람회를 열고 있다. 박람회에서는 판매 및 전시뿐만 아니라 강연 패널, 갤러리 발표, 시상식, 그리고 독창적인 디자인 커미션(의뢰) 등이 함께 진행된다.
디자인 마이애미 박람회는 전 세계의 디자이너, 갤러리스트, 미술관 큐레이터, 평론가, 유명 인사, 수집가들을 끌어모으며, 17회를 맞은 마이애미 비치 박람회에는 3만 1천 명 이상의 관람객이 다녀갔고, 40여 개국 이상의 국제 출품자가 참가했다.
박람회 외에도 디자인 마이애미는 이커머스 플랫폼을 운영하며, 이를 통해 역사적·동시대 디자인 작품의 홍보와 판매를 지원하고, 주요 브랜드와의 협업 및 신제품 출시도 함께 진행한다. 또한 디자인 마이애미의 웹사이트에는 디지털 디자인 중심의 에디토리얼 매거진인 포럼 매거진(Forum Magazine)을 볼 수 있다.

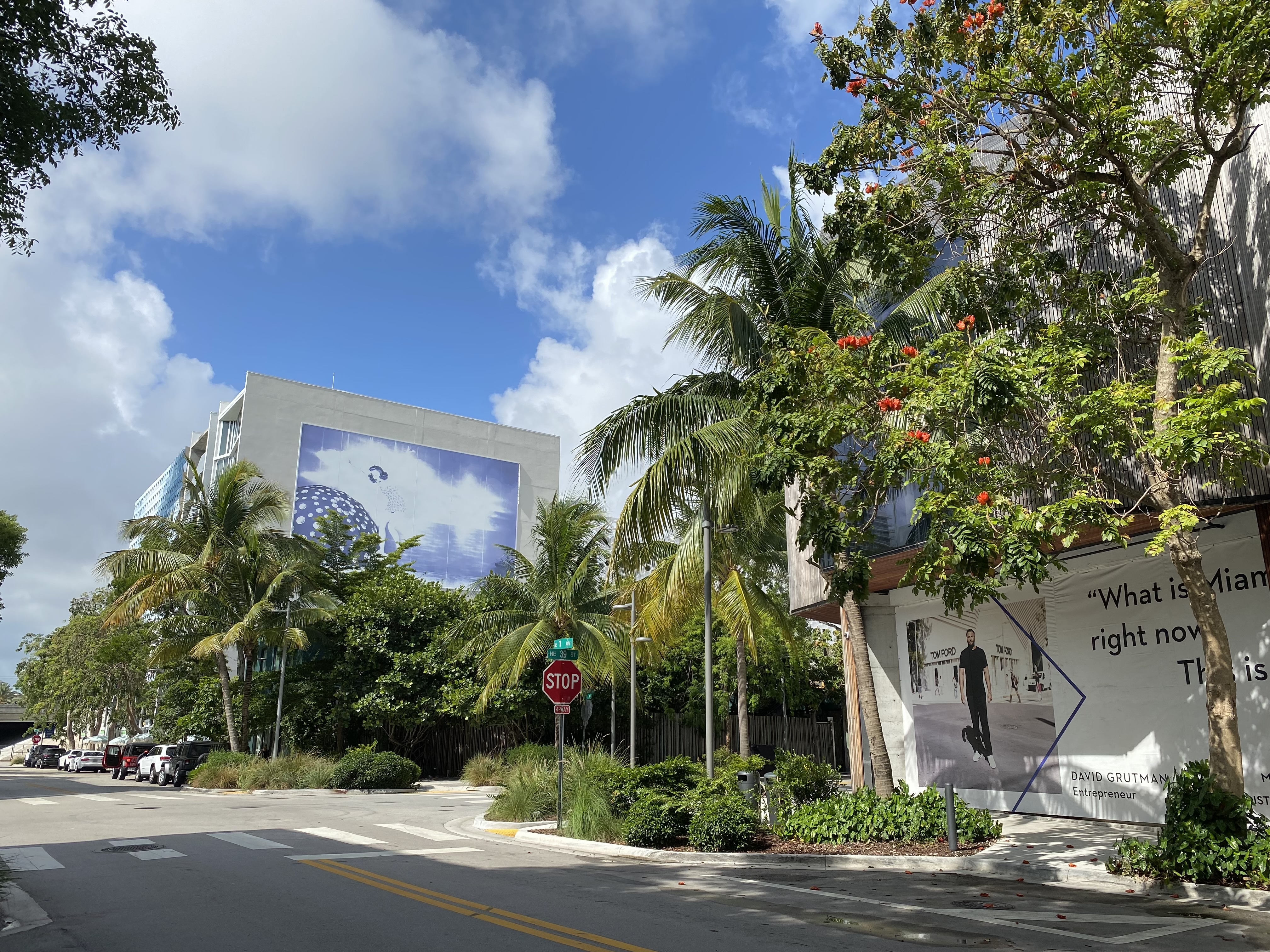
마이애미 디자인 구역

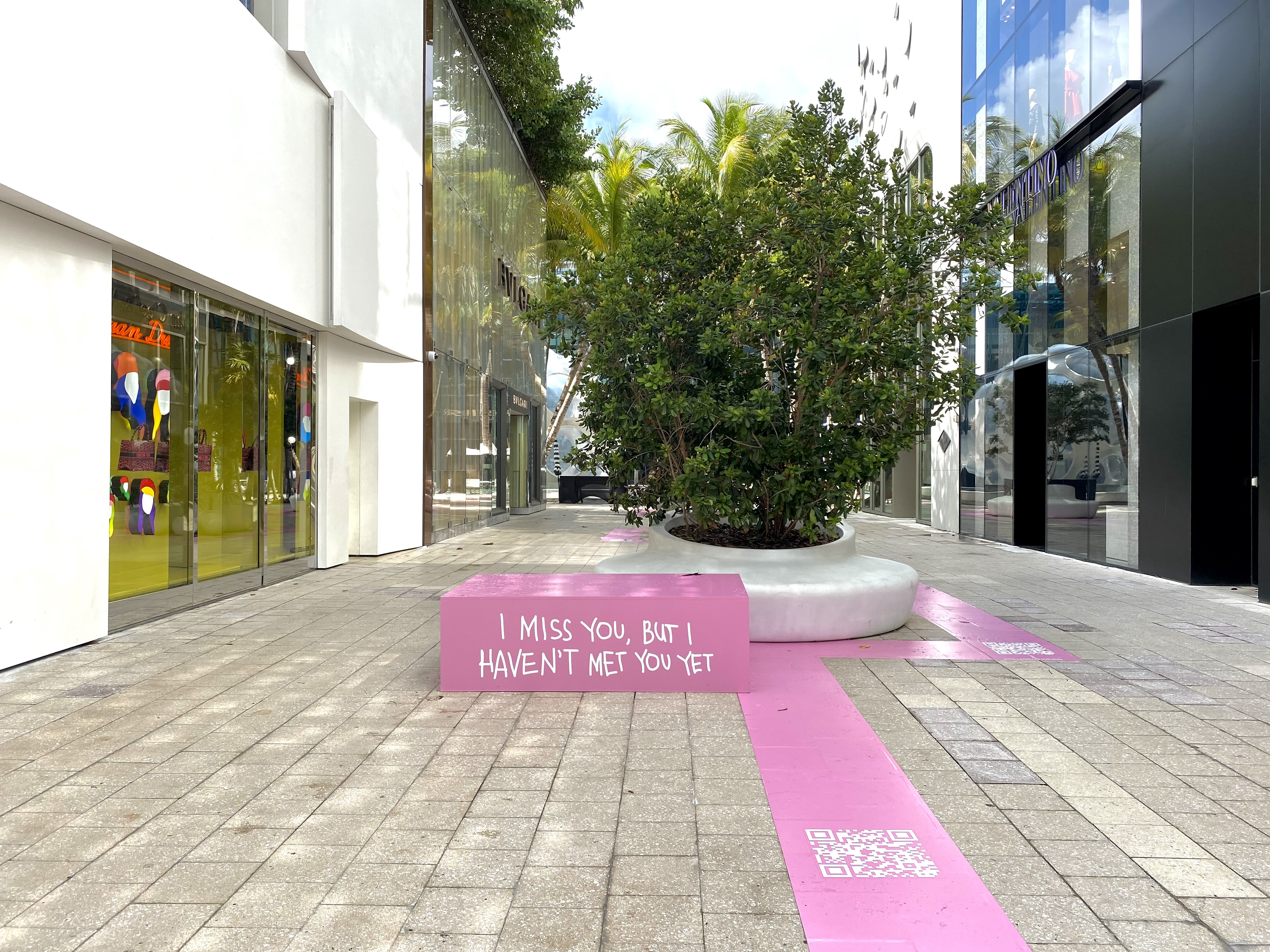
마이애미 디자인 구역

디자인 마이애미는 2005년 기업가이자 부동산 개발업자, 예술·디자인 수집가인 크레이그 로빈스에 의해 설립되었다. 그는 2000년부터 버려진 마이애미 디자인 지구를 혁신적인 디자인, 건축, 패션, 음식, 예술의 중심지로 탈바꿈시키는 작업을 시작했다. 2005년, 마이애미 디자인 지구의 재개발이 완료되면서 디자인 마이애미와 그 연례 박람회가 탄생했으며, 이어 스위스 바젤에서 매년 열리는 '디자인 마이애미/바젤'(Design Miami/ Basel) 박람회도 출범하게 되었다.